# Fukuoka Shimpei
Shimpei Fukuoka (sinh ngày 27 tháng 6 năm 2000) là một cầu thủ bóng đá người Nhật Bản.

## Sự nghiệp câu lạc bộ
Shimpei Fukuoka đã từng chơi cho Kyoto Sanga FC.